# كارل إيفرت
كارل إيفرت (بالإنجليزية: Carl Everett) هو لاعب كرة قاعدة أمريكي، ولد في 3 يونيو 1971 في تامبا في الولايات المتحدة.

## وصلات خارجية
- كارل إيفرت على موقع دوري كرة القاعدة الرئيسي (الإنجليزية)
- كارل إيفرت على موقعبيزبول رفرنس.كوم (الدوري الرئيسي) (الإنجليزية)
- كارل إيفرت على موقعبيزبول رفرنس.كوم (الدوري الثانوي) (الإنجليزية)
- كارل إيفرت على موقع إي إس بي إن.كوم (أم.أل.بي) (الإنجليزية)
- كارل إيفرت على موقع مشجعي الرسوم البيانية (الإنجليزية)